# Bulbophyllum grandiflorum
Bulbophyllum grandiflorum é uma espécie de orquídea (família Orchidaceae) pertencente ao gênero Bulbophyllum. Foi descrita por Carl Ludwig Blume em 1849.